# Trachycladus spinispirulifer
Trachycladus spinispirulifer är en svampdjursart som först beskrevs av Carter 1879.  Trachycladus spinispirulifer ingår i släktet Trachycladus och familjen Trachycladidae. Inga underarter finns listade i Catalogue of Life.